# RN13 (Mali)
Die RN13 ist eine Fernstraße in Mali, die in Karpele an der Ausfahrt der RN6 beginnt und in Koury an der Zufahrt zur RN10 endet. In Kimparana kreuzt sie mit der RN12. Sie ist 125 Kilometer lang.